# Máramarossziget magyar irodalmi élete
Máramarossziget magyar irodalmi élete – Máramarossziget négynyelvű város román, magyar, zsidó és kárpátukrán kultúrája állandó kölcsönhatásokban fejlődött. A legrégibb művelődési intézmény az 1524-ben alapított református kollégium, ez 1691-től lelkészi és tanítói, 1837-től jogi képzést is nyújt; itt vezették be először a magyar nyelv használatát.

## 1918 előtt
Máramarossziget több tanára a magyar tudományos és művelődési élet jelentős személyisége volt, így: Diószegi István természettudós; Hari Péter, akinek 1789-ben egy értekezése a szabad gondolkodásról és egy tankölteménye jelent meg Bécsben; Szilágyi János, az első magyar jogbölcseleti mű, a Természeti Törvény Tudomány (1813) szerzője, továbbá Szilágyi István író, nyelvész, Arany János barátja, az MTA tagja, akinek a nevéhez fűződik az első helyi lap, a Máramaros megindítása (1864). A kollégiumban 1835-36-tól Nyelvmívelő Társaság működött.
1730-tól a városban piarista középiskola is létesült, ebben tanított az 1906-7-es tanévben Juhász Gyula, akinek ittléte alatt több költeménye és tárcája jelent meg a helyi lapokban. Mind a református, mind a katolikus tanintézetben a 19. század második felétől fakultatív jelleggel román nyelvet is tanítottak. 1860-tól már román nyelvű iskola, majd tanítóképző, 1870-től felsőfokú leányiskola is kiépült; a virágzásnak induló iskolavárosban már 1845-ben felavatták az akkori Habsburg Birodalom első óvodáinak egyikét.
A 19. század pezsgő művelődési igényét jellemzi mind magyar, mind román művelődési egyesületek, társaságok, dalkörök, munkásszervezetek alakulása. 1868-ban már két könyvkereskedés, a század végén hat nyomda, négy állandó és több mint tíz rövid életű lap jelzi a sajtó kibontakozását. Az értelmiség körében a századforduló előtt vezető szerepet játszott a pedagógus Leövey Klára és Várady Gábor, a Máramaros Vármegyei Múzeum Egyesület elnöke, akinek Hulló levelek c. emlékirata (1898) az erdélyi 1848 történetének értékes forrása, nemkülönben Mihályi János, a Máramarosi diplomák címen románul és magyarul megjelent történelmi mű (1900) szerzője. Többször szerepelt fellépésével a város szülötte, Prielle Kornélia színművésznő, s műterme volt itt a Malomkertben Hollósy Simon festőművésznek. Régi hagyományai vannak e tájon a román-magyar művelődési kapcsolatoknak: Wulliger Lajos nyomdász-költő Iuon c. versében egy román népmesét dolgozott fel, Vécsey István folklorista szenvedélyesen gyűjtötte a román népi kultúra termékeit, a Máramarosi Lapok pedig 1904-ben Mihai Eminescu-vers (Glosa) magyar fordításával jelentkezett.

## 1918 után
1918 után a bezárt katolikus és református főgimnáziumok helyébe létesített Dragoş Vodă Líceumban magyar tagozat létesül (1921), ekkor pusztul el a Református Kollégium híres könyvtára. Az ASTRA román közművelődési egyesület itt tartja országos közgyűlését (1921), ez alkalommal kerül sor az első máramarosi folklór-fesztiválra, s megalakul a Máramarosi Néprajzi Múzeum. Ugyanekkor a magyar művelődés fő tényezői maradnak az egyházi, nő- és leányegyesületek, iparos intézmények, a Polgári Kör és az Iparos Otthon. A magyar műkedvelő színjátszás, versmondás népszerűsítésében nagy szerepe volt ebben az időben Baróthy Antal nyugalmazott színművésznek. A szervezett munkásság egyesületei (Munkás Sportegyesület; Magánalkalmazottak Egyesülete) közösen ápolták mind a magyar, mind a román irodalmat, egyetértés jegyében működött 1922-től a Harmónia művelődési egyesület, a magyar dalművészetet négy magyar dalkör képviselte, esemény volt Bartók Béla hangversenye (1922). Létrejött ebben az évben egy ún. "Ady-tömörülés" is, amelynek emlékezetes rendezvénye az Ady-est (1923), s a román-magyar egyetértést szolgáló Prietenii Culturii elnevezésű egyesület.
A két világháború között 27 román és 11 magyar időszaki kiadvány képviselte a sajtót. Keresztúry Sándor, Fáskerti Tibor, Gárdos Sándor, Diamandy Viktória, Heves Ferenc publicisztikai tevékenysége révén a Máramaros, Ligeti Imre tanár – egy Hogyan fejlődött a romantikus drámából a modern dráma c., Debrecenben pályadíjat nyert munka szerzője – szerkesztésében a Máramarosi Újság, majd Lengyel István Máramarosi Független Újságja a helyi magyar szellemi élet szervévé vált. Írásaival jelentkezik Krüzselyi Erzsébet (Hangtalan lírán c. verseskötete 1924-ben itt jelent meg). Máramarosszigetről indult a műfordító Vajda Sándor és az avantgárd költő Erg Ágoston. A munkások háromnyelvű, román-magyar-német lapot adtak ki Munca-Munka-Arbeit címen, s megjelent egy baloldali zsidó lap is jiddis nyelven, továbbá két élclap: a Tréfa (1934) és a Majomsziget (1935). Illegális lapként jelent meg magyarul és románul a Vörös Máramaros (1941). A város zsidó lakosságának művelődési életében vezető szerepet játszott a jiddis és héber költő, Holder József (1893-1945), aki Ady Endre, Heltai Jenő, Juhász Gyula, Kosztolányi Dezső, Petőfi Sándor, Somlyó Zoltán, Szép Ernő, Tóth Árpád, Várnai Zseni verseit szólaltatta meg jiddisül. Műfordításai közül kiemelkedik Az ember tragédiája jiddis nyelvre való átültetése. Máramarosszigeten élt és alkotott hosszabb ideig az erdélyi magyar képzőművészethez szorosan kötődő olasz Tasso Marchini, itt kezdte pályáját Kádár Géza festőművész és Kazár László grafikus.
A város lakosságát ért tragédiák – a zsidóknak, majd a magyar férfiak egy részének tömeges deportálása (1944) – után 1944. december 23-án megjelent a Poporul és A Nép együttes száma, majd az MNSZ Máramarosi Nép c. rövid életű lapja (1945-46). Virgil Poiana Petőfit és Adyt fordítja románra, Bruckstein Lajos maga ülteti át jiddis nyelvű színdarabjait és elbeszéléseit magyarra (Éjszakai váltás c. drámáját 1950-ben a kolozsvári Állami Magyar Színház mutatta be). Új könyvtárak keletkeznek, új erdészeti, művészeti, pedagógiai iskola nyílik. A magyar nyelvű művelődési élet kezdetben az MNSZ, a Magyar Líceum és a kisiparos szövetkezetek keretében folyt, a műkedvelő színjátszás és szavalóművészet fellendítésében jelentős szerepet vállalt Patkós György rendező. Megerősödtek a magyar egyházak kórusmozgalmai. Mindez azonban egy kisebbségellenes fokozódó nyomás következtében hamarosan elszigetelődött, s rövid időre csak 1970-től élénkült fel újra. A Kultúrpalotában keletkezett magyar színjátszó csoportot és irodalmi kört azonban 1975-ben újra felszámolták, a Kultúrpalota pártatlan igazgatója kivándorolt Izraelbe.

## 1989 után
Új erőre kapott a máramarosszigeti magyarság az 1989-es romániai forradalom után. Már 1990. június 16-án megjelenik Mazalik Alfréd és Román János szerkesztésében a Máramarosszigeti Napló c. hetilap, s kitart 1991. augusztus végéig, amikor is a papírhiány miatt megszűnik. Helyébe Sziget c. alatt szerény irodalmi újság indul Csiszár László szerkesztésében, ritka alkalmi megjelenéssel, fénymásolással sokszorosítva.
A református egyház felnőtt-kórusát Kovács Gyula, ifjúsági kórusát Zonda Anna vezeti, a katolikus egyháznak ugyancsak két kórusa működik. A Dragoş Vodă Líceum magyar tagozatán Rezeda c. táncegyüttes s irodalmi kör alakul. 1991. május 11-12-én a helyi RMDSZ és a Kárpátaljai Magyar Kulturális Szövetség (KMKSZ) közösen rendez Hollósy Simon-napokat Máramarosszigeten s a festő és iskolaalapító emlékére tudományos ülést, ahol Németh Lajos, a budapesti Eötvös Loránd Tudományegyetem művészettörténeti tanszékének vezetője, Véső Gusztáv nagybányai festőművész s erdélyi, kárpátaljai kutatók tartottak előadásokat. Létrejött a Hollósy Simon Művelődési Egylet, melynek kórusa Váradi László zenetanár vezetésével már több bel- és külföldi zenefesztiválon szerepelt. A Hollósy-napokat 1992-ben a kárpátaljai Técsőn ismételték meg.